# Kristoffer Nilsen Svartbækken Grindalen
Kristoffer Nilsen Svartbækken Grindalen (9 septembre 1804 - 25 février 1876) est un criminel, un tueur et un voleur norvégien. Il est né à la ferme de Nordre Svartbækken à Elverum et a passé 41 ans de sa vie en prison. Il a été condamné pour un meurtre et un vol près d'Ekrumstormyra à Løten en 1875, et a été décapité à la hache par Theodor Larsen sur le site du meurtre le 25 février 1876, devant une foule d'environ 2500 spectateurs. Quelques instants avant sa décapitation, il a avoué le meurtre,.
Il s'agit de la dernière exécution publique qui ait eu lieu en Norvège mais aussi et la dernière commis pour un crime en temps de paix.
La peinture de Henrik Sørensen Svartbækken de 1908, inspirée par l'incident, a été beaucoup discutée, mais est considérée comme l'un des tableaux majeurs de Sørensen et le premier tableau de l’expressionnisme en Norvège,.